# Дойл, Дэн
Дэ́ниэл Дойл (англ. Daniel Doyle; 16 сентября 1864 — 8 апреля 1918) — шотландский футболист, играл на позиции левого защитника.

## Биография

### Клубная карьера
Поиграв за ряд клубов Англии и Шотландии, 10 августа 1891 года подписал контракт с «Селтиком». В составе «кельтов» Дойл играл в течение восьми сезонов, выиграл четыре чемпионских титула и Кубок Шотландии в 1892 году. После того как Джеймс Келли в 1897 году завершил карьеру, Дойл стал капитаном «Селтика», которым был до конца карьеры.

### Карьера в сборной
За сборную Шотландии дебютировал 2 апреля 1894 года в матче со сборной Англии — Шотландия проиграла ту встречу со счётом 1:4. Всего за сборную Шотландии сыграл 8 матчей и не отметился забитыми мячами.

### Личная жизнь и смерть
После завершения карьеры столкнулся с рядом проблем — из потребления алкоголя и азартных игр Дойл испытывал финансовые трудности. Среди помогавших ему игроков «Селтика» был Вилли Мейли. Скончался 8 апреля 1918 года в возрасте 53 лет после борьбы с раком.

## Достижения
«Селтик»
- Чемпион Шотландии (3): 1892/93, 1893/94, 1895/96, 1897/98
- Обладатель Кубка Шотландии (1): 1891/92